# 1631
Portal Geschichte | Portal Biografien | Aktuelle Ereignisse | Jahreskalender | Tagesartikel

◄ |
16. Jahrhundert |
17. Jahrhundert
| 18. Jahrhundert | ►

◄ |
1600er |
1610er |
1620er |
1630er
| 1640er | 1650er | 1660er | ►

◄◄ |
◄ |
1627 |
1628 |
1629 |
1630 |
1631
| 1632 | 1633 | 1634 | 1635 | ► | ►►
Staatsoberhäupter  · Nekrolog   · Musikjahr
| Januar | Januar | Januar | Januar | Januar | Januar | Januar | Januar |
| Kw     | Mo     | Di     | Mi     | Do     | Fr     | Sa     | So     |
| 1      |        |        | 1      | 2      | 3      | 4      | 5      |
| 2      | 6      | 7      | 8      | 9      | 10     | 11     | 12     |
| 3      | 13     | 14     | 15     | 16     | 17     | 18     | 19     |
| 4      | 20     | 21     | 22     | 23     | 24     | 25     | 26     |
| 5      | 27     | 28     | 29     | 30     | 31     |        |        |
| ------ | ------ | ------ | ------ | ------ | ------ | ------ | ------ |

| Februar | Februar | Februar | Februar | Februar | Februar | Februar | Februar |
| Kw      | Mo      | Di      | Mi      | Do      | Fr      | Sa      | So      |
| 5       |         |         |         |         |         | 1       | 2       |
| 6       | 3       | 4       | 5       | 6       | 7       | 8       | 9       |
| 7       | 10      | 11      | 12      | 13      | 14      | 15      | 16      |
| 8       | 17      | 18      | 19      | 20      | 21      | 22      | 23      |
| 9       | 24      | 25      | 26      | 27      | 28      |         |         |
| ------- | ------- | ------- | ------- | ------- | ------- | ------- | ------- |

| März | März | März | März | März | März | März | März |
| Kw   | Mo   | Di   | Mi   | Do   | Fr   | Sa   | So   |
| 9    |      |      |      |      |      | 1    | 2    |
| 10   | 3    | 4    | 5    | 6    | 7    | 8    | 9    |
| 11   | 10   | 11   | 12   | 13   | 14   | 15   | 16   |
| 12   | 17   | 18   | 19   | 20   | 21   | 22   | 23   |
| 13   | 24   | 25   | 26   | 27   | 28   | 29   | 30   |
| 14   | 31   |      |      |      |      |      |      |
| ---- | ---- | ---- | ---- | ---- | ---- | ---- | ---- |

| April | April | April | April | April | April | April | April |
| Kw    | Mo    | Di    | Mi    | Do    | Fr    | Sa    | So    |
| 14    |       | 1     | 2     | 3     | 4     | 5     | 6     |
| 15    | 7     | 8     | 9     | 10    | 11    | 12    | 13    |
| 16    | 14    | 15    | 16    | 17    | 18    | 19    | 20    |
| 17    | 21    | 22    | 23    | 24    | 25    | 26    | 27    |
| 18    | 28    | 29    | 30    |       |       |       |       |
| ----- | ----- | ----- | ----- | ----- | ----- | ----- | ----- |

| Mai | Mai | Mai | Mai | Mai | Mai | Mai | Mai |
| Kw  | Mo  | Di  | Mi  | Do  | Fr  | Sa  | So  |
| 18  |     |     |     | 1   | 2   | 3   | 4   |
| 19  | 5   | 6   | 7   | 8   | 9   | 10  | 11  |
| 20  | 12  | 13  | 14  | 15  | 16  | 17  | 18  |
| 21  | 19  | 20  | 21  | 22  | 23  | 24  | 25  |
| 22  | 26  | 27  | 28  | 29  | 30  | 31  |     |
| --- | --- | --- | --- | --- | --- | --- | --- |

| Juni | Juni | Juni | Juni | Juni | Juni | Juni | Juni |
| Kw   | Mo   | Di   | Mi   | Do   | Fr   | Sa   | So   |
| 22   |      |      |      |      |      |      | 1    |
| 23   | 2    | 3    | 4    | 5    | 6    | 7    | 8    |
| 24   | 9    | 10   | 11   | 12   | 13   | 14   | 15   |
| 25   | 16   | 17   | 18   | 19   | 20   | 21   | 22   |
| 26   | 23   | 24   | 25   | 26   | 27   | 28   | 29   |
| 27   | 30   |      |      |      |      |      |      |
| ---- | ---- | ---- | ---- | ---- | ---- | ---- | ---- |

| Juli | Juli | Juli | Juli | Juli | Juli | Juli | Juli |
| Kw   | Mo   | Di   | Mi   | Do   | Fr   | Sa   | So   |
| 27   |      | 1    | 2    | 3    | 4    | 5    | 6    |
| 28   | 7    | 8    | 9    | 10   | 11   | 12   | 13   |
| 29   | 14   | 15   | 16   | 17   | 18   | 19   | 20   |
| 30   | 21   | 22   | 23   | 24   | 25   | 26   | 27   |
| 31   | 28   | 29   | 30   | 31   |      |      |      |
| ---- | ---- | ---- | ---- | ---- | ---- | ---- | ---- |

| August | August | August | August | August | August | August | August |
| Kw     | Mo     | Di     | Mi     | Do     | Fr     | Sa     | So     |
| 31     |        |        |        |        | 1      | 2      | 3      |
| 32     | 4      | 5      | 6      | 7      | 8      | 9      | 10     |
| 33     | 11     | 12     | 13     | 14     | 15     | 16     | 17     |
| 34     | 18     | 19     | 20     | 21     | 22     | 23     | 24     |
| 35     | 25     | 26     | 27     | 28     | 29     | 30     | 31     |
| ------ | ------ | ------ | ------ | ------ | ------ | ------ | ------ |

| September | September | September | September | September | September | September | September |
| Kw        | Mo        | Di        | Mi        | Do        | Fr        | Sa        | So        |
| 36        | 1         | 2         | 3         | 4         | 5         | 6         | 7         |
| 37        | 8         | 9         | 10        | 11        | 12        | 13        | 14        |
| 38        | 15        | 16        | 17        | 18        | 19        | 20        | 21        |
| 39        | 22        | 23        | 24        | 25        | 26        | 27        | 28        |
| 40        | 29        | 30        |           |           |           |           |           |
| --------- | --------- | --------- | --------- | --------- | --------- | --------- | --------- |

| Oktober | Oktober | Oktober | Oktober | Oktober | Oktober | Oktober | Oktober |
| Kw      | Mo      | Di      | Mi      | Do      | Fr      | Sa      | So      |
| 40      |         |         | 1       | 2       | 3       | 4       | 5       |
| 41      | 6       | 7       | 8       | 9       | 10      | 11      | 12      |
| 42      | 13      | 14      | 15      | 16      | 17      | 18      | 19      |
| 43      | 20      | 21      | 22      | 23      | 24      | 25      | 26      |
| 44      | 27      | 28      | 29      | 30      | 31      |         |         |
| ------- | ------- | ------- | ------- | ------- | ------- | ------- | ------- |

| November | November | November | November | November | November | November | November |
| Kw       | Mo       | Di       | Mi       | Do       | Fr       | Sa       | So       |
| 44       |          |          |          |          |          | 1        | 2        |
| 45       | 3        | 4        | 5        | 6        | 7        | 8        | 9        |
| 46       | 10       | 11       | 12       | 13       | 14       | 15       | 16       |
| 47       | 17       | 18       | 19       | 20       | 21       | 22       | 23       |
| 48       | 24       | 25       | 26       | 27       | 28       | 29       | 30       |
| -------- | -------- | -------- | -------- | -------- | -------- | -------- | -------- |

| Dezember | Dezember | Dezember | Dezember | Dezember | Dezember | Dezember | Dezember |
| Kw       | Mo       | Di       | Mi       | Do       | Fr       | Sa       | So       |
| 49       | 1        | 2        | 3        | 4        | 5        | 6        | 7        |
| 50       | 8        | 9        | 10       | 11       | 12       | 13       | 14       |
| 51       | 15       | 16       | 17       | 18       | 19       | 20       | 21       |
| 52       | 22       | 23       | 24       | 25       | 26       | 27       | 28       |
| 1        | 29       | 30       | 31       |          |          |          |          |
| -------- | -------- | -------- | -------- | -------- | -------- | -------- | -------- |

| Januar | Januar | Januar | Januar | Januar | Januar | Januar | Januar |
| Kw     | Mo     | Di     | Mi     | Do     | Fr     | Sa     | So     |
| 1      |        |        | 1      | 2      | 3      | 4      | 5      |
| 2      | 6      | 7      | 8      | 9      | 10     | 11     | 12     |
| 3      | 13     | 14     | 15     | 16     | 17     | 18     | 19     |
| 4      | 20     | 21     | 22     | 23     | 24     | 25     | 26     |
| 5      | 27     | 28     | 29     | 30     | 31     |        |        |
| ------ | ------ | ------ | ------ | ------ | ------ | ------ | ------ |

| Februar | Februar | Februar | Februar | Februar | Februar | Februar | Februar |
| Kw      | Mo      | Di      | Mi      | Do      | Fr      | Sa      | So      |
| 5       |         |         |         |         |         | 1       | 2       |
| 6       | 3       | 4       | 5       | 6       | 7       | 8       | 9       |
| 7       | 10      | 11      | 12      | 13      | 14      | 15      | 16      |
| 8       | 17      | 18      | 19      | 20      | 21      | 22      | 23      |
| 9       | 24      | 25      | 26      | 27      | 28      |         |         |
| ------- | ------- | ------- | ------- | ------- | ------- | ------- | ------- |

| März | März | März | März | März | März | März | März |
| Kw   | Mo   | Di   | Mi   | Do   | Fr   | Sa   | So   |
| 9    |      |      |      |      |      | 1    | 2    |
| 10   | 3    | 4    | 5    | 6    | 7    | 8    | 9    |
| 11   | 10   | 11   | 12   | 13   | 14   | 15   | 16   |
| 12   | 17   | 18   | 19   | 20   | 21   | 22   | 23   |
| 13   | 24   | 25   | 26   | 27   | 28   | 29   | 30   |
| 14   | 31   |      |      |      |      |      |      |
| ---- | ---- | ---- | ---- | ---- | ---- | ---- | ---- |

| April | April | April | April | April | April | April | April |
| Kw    | Mo    | Di    | Mi    | Do    | Fr    | Sa    | So    |
| 14    |       | 1     | 2     | 3     | 4     | 5     | 6     |
| 15    | 7     | 8     | 9     | 10    | 11    | 12    | 13    |
| 16    | 14    | 15    | 16    | 17    | 18    | 19    | 20    |
| 17    | 21    | 22    | 23    | 24    | 25    | 26    | 27    |
| 18    | 28    | 29    | 30    |       |       |       |       |
| ----- | ----- | ----- | ----- | ----- | ----- | ----- | ----- |

| Mai | Mai | Mai | Mai | Mai | Mai | Mai | Mai |
| Kw  | Mo  | Di  | Mi  | Do  | Fr  | Sa  | So  |
| 18  |     |     |     | 1   | 2   | 3   | 4   |
| 19  | 5   | 6   | 7   | 8   | 9   | 10  | 11  |
| 20  | 12  | 13  | 14  | 15  | 16  | 17  | 18  |
| 21  | 19  | 20  | 21  | 22  | 23  | 24  | 25  |
| 22  | 26  | 27  | 28  | 29  | 30  | 31  |     |
| --- | --- | --- | --- | --- | --- | --- | --- |

| Juni | Juni | Juni | Juni | Juni | Juni | Juni | Juni |
| Kw   | Mo   | Di   | Mi   | Do   | Fr   | Sa   | So   |
| 22   |      |      |      |      |      |      | 1    |
| 23   | 2    | 3    | 4    | 5    | 6    | 7    | 8    |
| 24   | 9    | 10   | 11   | 12   | 13   | 14   | 15   |
| 25   | 16   | 17   | 18   | 19   | 20   | 21   | 22   |
| 26   | 23   | 24   | 25   | 26   | 27   | 28   | 29   |
| 27   | 30   |      |      |      |      |      |      |
| ---- | ---- | ---- | ---- | ---- | ---- | ---- | ---- |

| Juli | Juli | Juli | Juli | Juli | Juli | Juli | Juli |
| Kw   | Mo   | Di   | Mi   | Do   | Fr   | Sa   | So   |
| 27   |      | 1    | 2    | 3    | 4    | 5    | 6    |
| 28   | 7    | 8    | 9    | 10   | 11   | 12   | 13   |
| 29   | 14   | 15   | 16   | 17   | 18   | 19   | 20   |
| 30   | 21   | 22   | 23   | 24   | 25   | 26   | 27   |
| 31   | 28   | 29   | 30   | 31   |      |      |      |
| ---- | ---- | ---- | ---- | ---- | ---- | ---- | ---- |

| August | August | August | August | August | August | August | August |
| Kw     | Mo     | Di     | Mi     | Do     | Fr     | Sa     | So     |
| 31     |        |        |        |        | 1      | 2      | 3      |
| 32     | 4      | 5      | 6      | 7      | 8      | 9      | 10     |
| 33     | 11     | 12     | 13     | 14     | 15     | 16     | 17     |
| 34     | 18     | 19     | 20     | 21     | 22     | 23     | 24     |
| 35     | 25     | 26     | 27     | 28     | 29     | 30     | 31     |
| ------ | ------ | ------ | ------ | ------ | ------ | ------ | ------ |

| September | September | September | September | September | September | September | September |
| Kw        | Mo        | Di        | Mi        | Do        | Fr        | Sa        | So        |
| 36        | 1         | 2         | 3         | 4         | 5         | 6         | 7         |
| 37        | 8         | 9         | 10        | 11        | 12        | 13        | 14        |
| 38        | 15        | 16        | 17        | 18        | 19        | 20        | 21        |
| 39        | 22        | 23        | 24        | 25        | 26        | 27        | 28        |
| 40        | 29        | 30        |           |           |           |           |           |
| --------- | --------- | --------- | --------- | --------- | --------- | --------- | --------- |

| Oktober | Oktober | Oktober | Oktober | Oktober | Oktober | Oktober | Oktober |
| Kw      | Mo      | Di      | Mi      | Do      | Fr      | Sa      | So      |
| 40      |         |         | 1       | 2       | 3       | 4       | 5       |
| 41      | 6       | 7       | 8       | 9       | 10      | 11      | 12      |
| 42      | 13      | 14      | 15      | 16      | 17      | 18      | 19      |
| 43      | 20      | 21      | 22      | 23      | 24      | 25      | 26      |
| 44      | 27      | 28      | 29      | 30      | 31      |         |         |
| ------- | ------- | ------- | ------- | ------- | ------- | ------- | ------- |

| November | November | November | November | November | November | November | November |
| Kw       | Mo       | Di       | Mi       | Do       | Fr       | Sa       | So       |
| 44       |          |          |          |          |          | 1        | 2        |
| 45       | 3        | 4        | 5        | 6        | 7        | 8        | 9        |
| 46       | 10       | 11       | 12       | 13       | 14       | 15       | 16       |
| 47       | 17       | 18       | 19       | 20       | 21       | 22       | 23       |
| 48       | 24       | 25       | 26       | 27       | 28       | 29       | 30       |
| -------- | -------- | -------- | -------- | -------- | -------- | -------- | -------- |

| Dezember | Dezember | Dezember | Dezember | Dezember | Dezember | Dezember | Dezember |
| Kw       | Mo       | Di       | Mi       | Do       | Fr       | Sa       | So       |
| 49       | 1        | 2        | 3        | 4        | 5        | 6        | 7        |
| 50       | 8        | 9        | 10       | 11       | 12       | 13       | 14       |
| 51       | 15       | 16       | 17       | 18       | 19       | 20       | 21       |
| 52       | 22       | 23       | 24       | 25       | 26       | 27       | 28       |
| 1        | 29       | 30       | 31       |          |          |          |          |
| -------- | -------- | -------- | -------- | -------- | -------- | -------- | -------- |

## Ereignisse

### Politik und Weltgeschehen

#### Dreißigjähriger Krieg

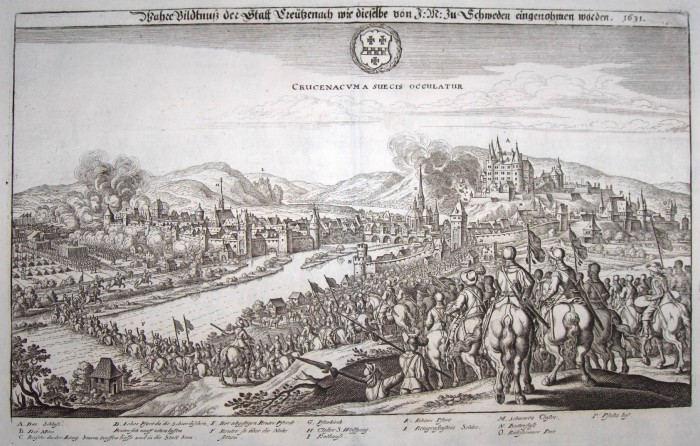
Creutzenach wie dieselbe von I. M. Zu Schweden eingenohmen worden 1631

- 23. Januar: Frankreich und Schweden unterzeichnen den Vertrag von Bärwalde. Frankreich unterstützt König Gustav Adolf von Schweden mit Hilfsgeldern im Kampf gegen die Katholische Liga.
- 26. Februar: Der Leipziger Konvent tritt zusammen. Auf Initiative des sächsischen Kurfürsten Johann Georg I. sollen die protestantischen Reichsstände Bedingungen zur Beendigung des Krieges im Reich debattieren.
- 3. April: Gustav Adolf von Schweden erobert die Stadt Frankfurt an der Oder. Die kaiserliche Besatzung unter Ernesto Montecuccoli flieht über die Oderbrücke, wobei viele der Fliehenden ertrinken. Es folgt eine Schreckensnacht, in der die Stadt geplündert wird.
- 21. April: Die protestantischen Unterzeichner des Manifestes des Leipziger Konvents stellen sich in der Zeit des Dreißigjährigen Kriegs gegen Kaiser Ferdinand II. Er verschließt sich mit den katholischen Reichsständen dem Wunsch der protestantischen Seite nach Verhandlungen über eine Rücknahme des Restitutionsedikts, was den Konflikt eskalieren lässt.
- 21./23. April: Nachdem Tilly im März 30.000 Mann mit Geschützen vor Magdeburg zusammengezogen hat, befiehlt der schwedische Offizier Dietrich von Falkenberg die Vorstädte Neustadt und Sudenburg zu räumen, die nicht mehr zu halten sind. Die südöstlich der Stadt gelegenen Schanzen Trutz Pappenheim, Magdeburger Succurs und Trutz Tilly fallen in der Folge an die Kaiserlichen.

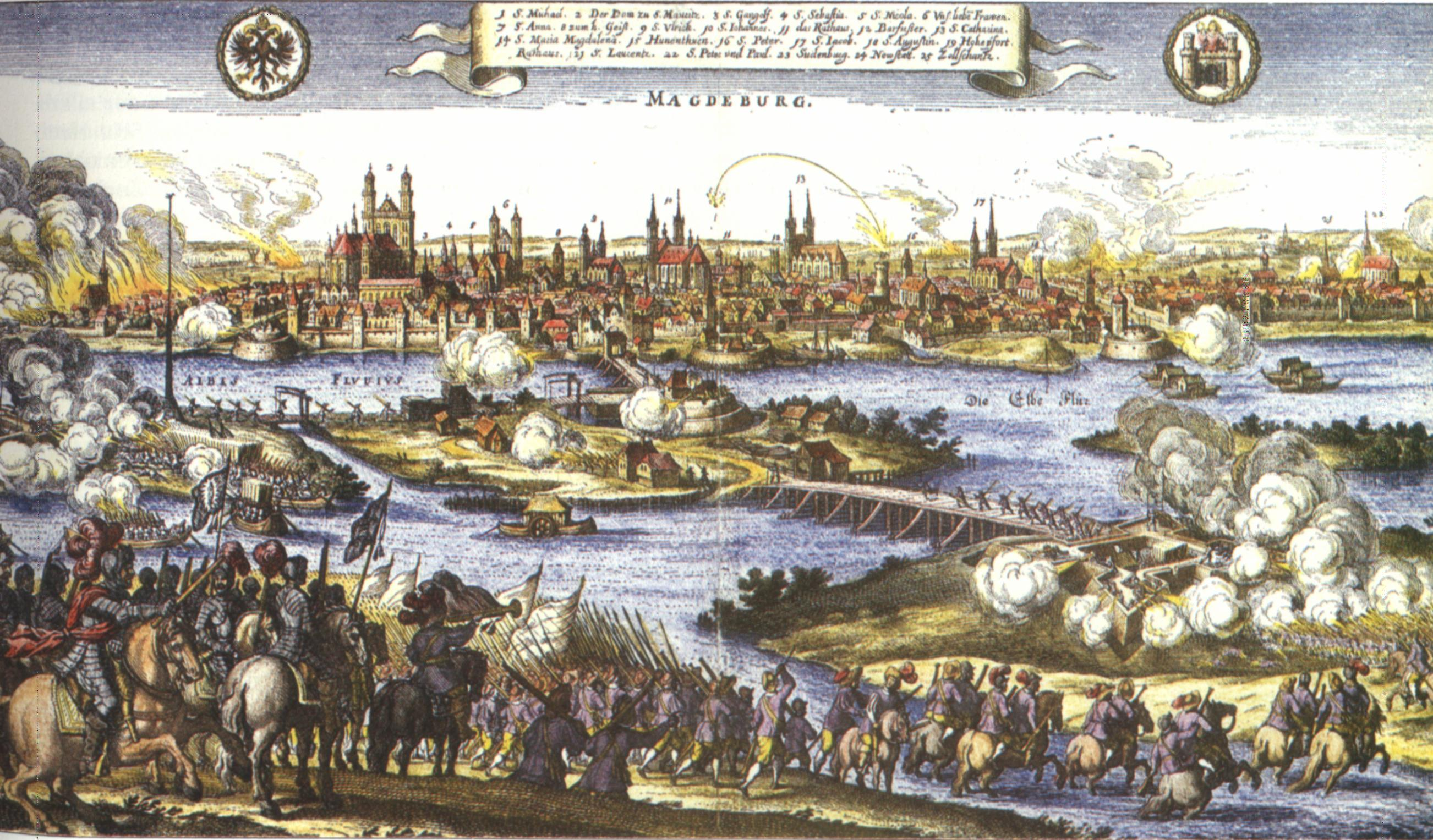
Magdeburger Hochzeit

- 20. Mai: Magdeburg wird durch kaiserliche Truppen unter Graf von Tilly und Gottfried Heinrich zu Pappenheim erobert und zerstört. Rund 20.000 Menschen, etwa ein Drittel der Bevölkerung, kommt ums Leben. Das Ereignis erhält den euphemistischen Namen Magdeburger Hochzeit. Die meisten der Überlebenden müssen die Stadt verlassen, da ihnen auf Grund der Zerstörungen die Lebensgrundlage genommen ist. Seuchen, die in der Folge auftreten, fordern weitere Todesopfer.
- 30. Mai: Maximilian I. schließt mit Frankreich den geheimen Vertrag von Fontainebleau.
- 28. Juli: Die Kaiserlichen unter Heinrich von Holk leisten bei Wolmirstedt den Schweden erbitterten Widerstand.

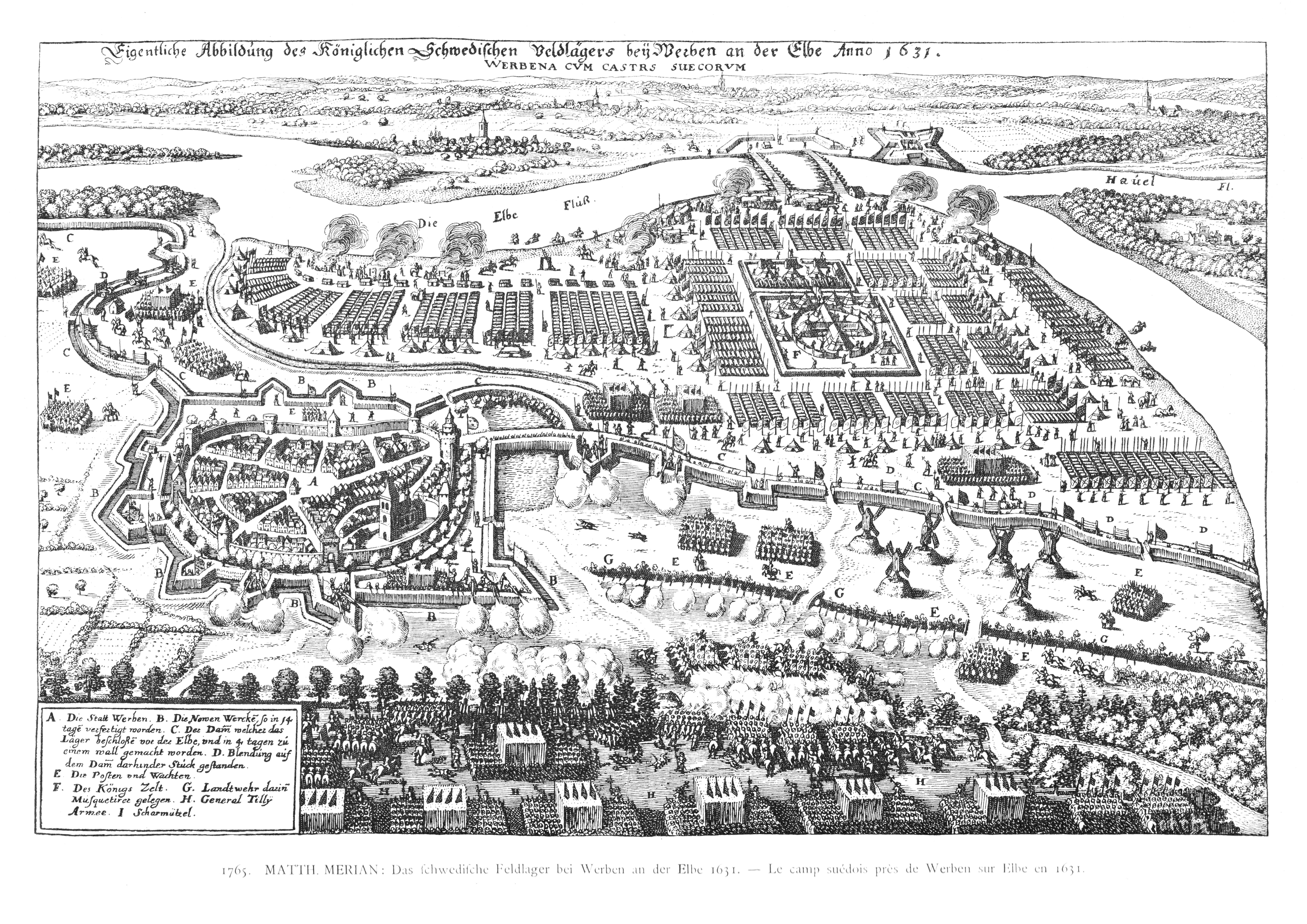
Königlich Schwedisches Feldlager vor der Stadt Werben, 1631

- 7. August: Die Schlacht bei Werben folgt auf den Beschuss der Stadt durch Truppen der katholischen Liga unter ihrem Feldherrn Graf von Tilly. Die Schweden unter dem Befehl Königs Gustav II. Adolf gewinnen den Kampf.
- 7. September: Niederlage kaiserlicher Truppen unter Don Baltasar von Marradas gegen schwedische Truppen unter Hans Georg von Arnim nahe Breslau.
- 14. September: Tilly erobert die Feste Pleißenburg in Leipzig.

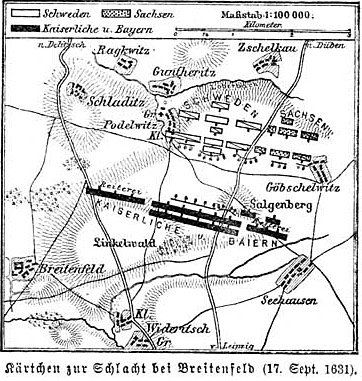
Erste Schlacht bei Breitenfeld

- 17. September: Die Armeen der Schweden und Kursachsen unter Gustav II. Adolf besiegen in der Schlacht bei Breitenfeld den Feldherrn Johann t’Serclaes von Tilly, der die Katholische Liga anführt. Die Schweden setzen in dieser Schlacht angeblich erstmals Pelotonfeuer ein.
- 18. Oktober: Die Schweden unter König Gustav II. Adolf erobern Würzburg und seine Festung Marienberg.
- 15. November: Prag wird von kursächsischen Truppen unter Hans Georg von Arnim-Boitzenburg eingenommen.
- 7. Dezember: Sächsische Truppen unter Hans Georg von Arnim-Boitzenburg bezwingen ein kaiserliches Heer unter dem Befehl Rudolf von Tiefenbachs bei der böhmischen Stadt Nimburg.
- 15. Dezember: Wallenstein wird neuerlich kaiserlicher Oberbefehlshaber
- 18. Dezember: Rheinüberquerung von Gustav II. Adolf bei Erfelden in der Nähe von Darmstadt.
- 23. Dezember: Der schwedische König Gustav II. Adolf rückt mit seinen Truppen ungehindert in Mainz ein und besetzt die Stadt (bis 1636).

#### Mantuanischer Erbfolgekrieg
- 6. April: Im ersten Vertrag von Cherasco verzichtet Kaiser Ferdinand II. auf Mantua und Montferrat. Das geräumte Graubünden besetzen die Franzosen.
- 19. Juni: Der Frieden von Cherasco beendet den Mantuanischen Erbfolgekrieg zwischen Frankreich und dem Haus Habsburg um oberitalienischen Besitz.

#### Weitere Ereignisse in Europa
- 20. Juni: Korsaren von der Barbareskenküste überfallen die irische Hafenstadt Baltimore und verschleppen mehr als 100 Menschen in die Sklaverei.
- 12./13. September: Die Seeschlacht auf dem Slaak im Achtzigjährigen Krieg zwischen den Niederlanden und Spanien endet mit einem vollständigen Sieg der Niederländer.

#### Nord- und Südamerika
- Juni: Niederländische Kolonisten errichten im heutigen Delaware die Zwaanendael Colony.

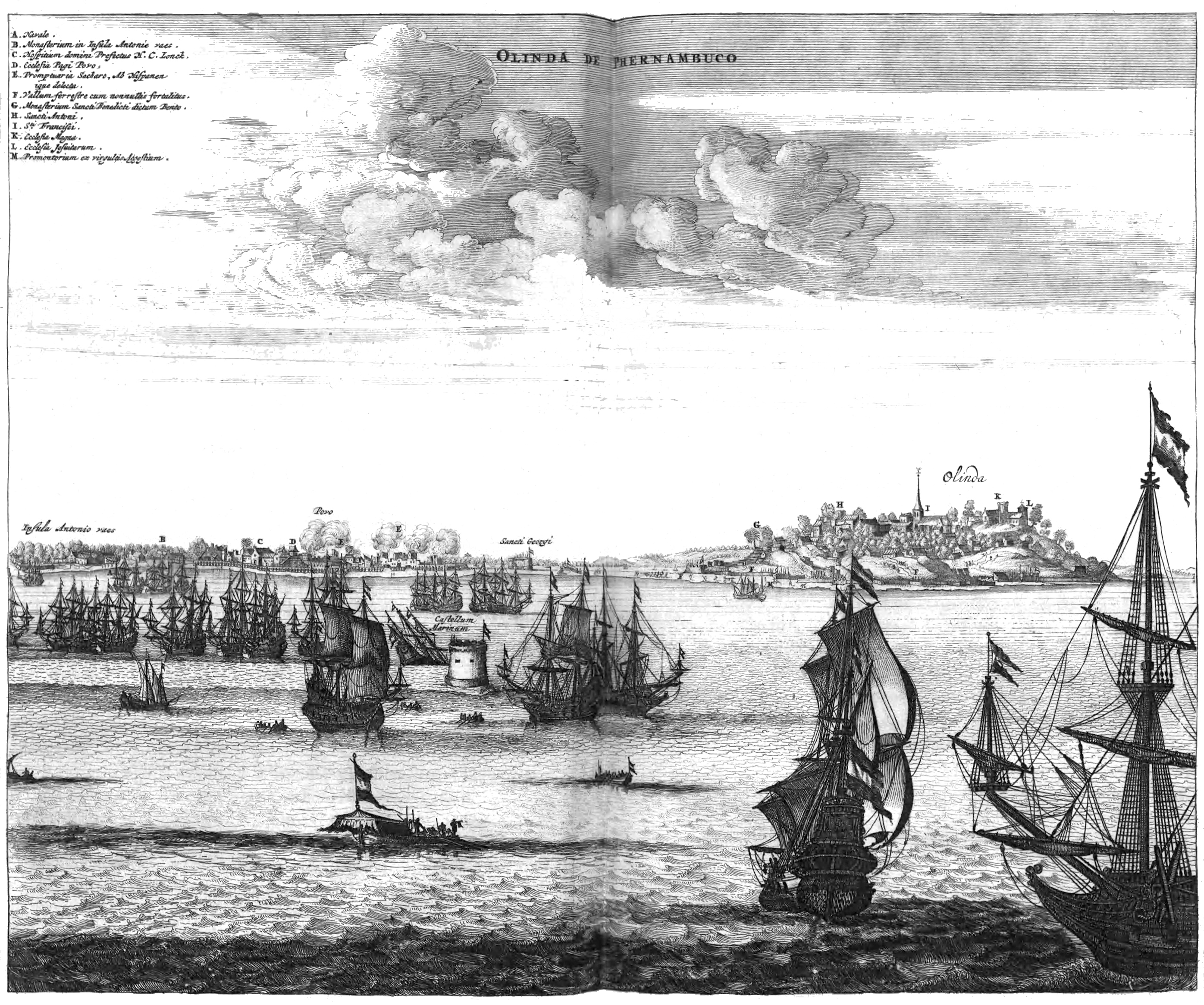
Die niederländische Belagerung von Olinda, aus John Ogilby's Atlas America, 1671

- 24. November: Die Niederländer besetzen Olinda, die Hauptstadt Pernambucos, und stecken die Stadt in Brand. Sie wollen ihr Kapital lieber ins nahe gelegene Recife investieren.

### Wirtschaft
- 30. Mai: Der königliche Leibarzt Théophraste Renaudot gibt die erste französische Zeitung La Gazette heraus. Das wöchentlich erscheinende Blatt gibt es bis zum Jahr 1915, ab 1762 unter dem Titel Gazette de France.
- 22. August: König Karl I. von England gründet per Dekret die Worshipful Company of Clockmakers.

### Wissenschaft und Technik

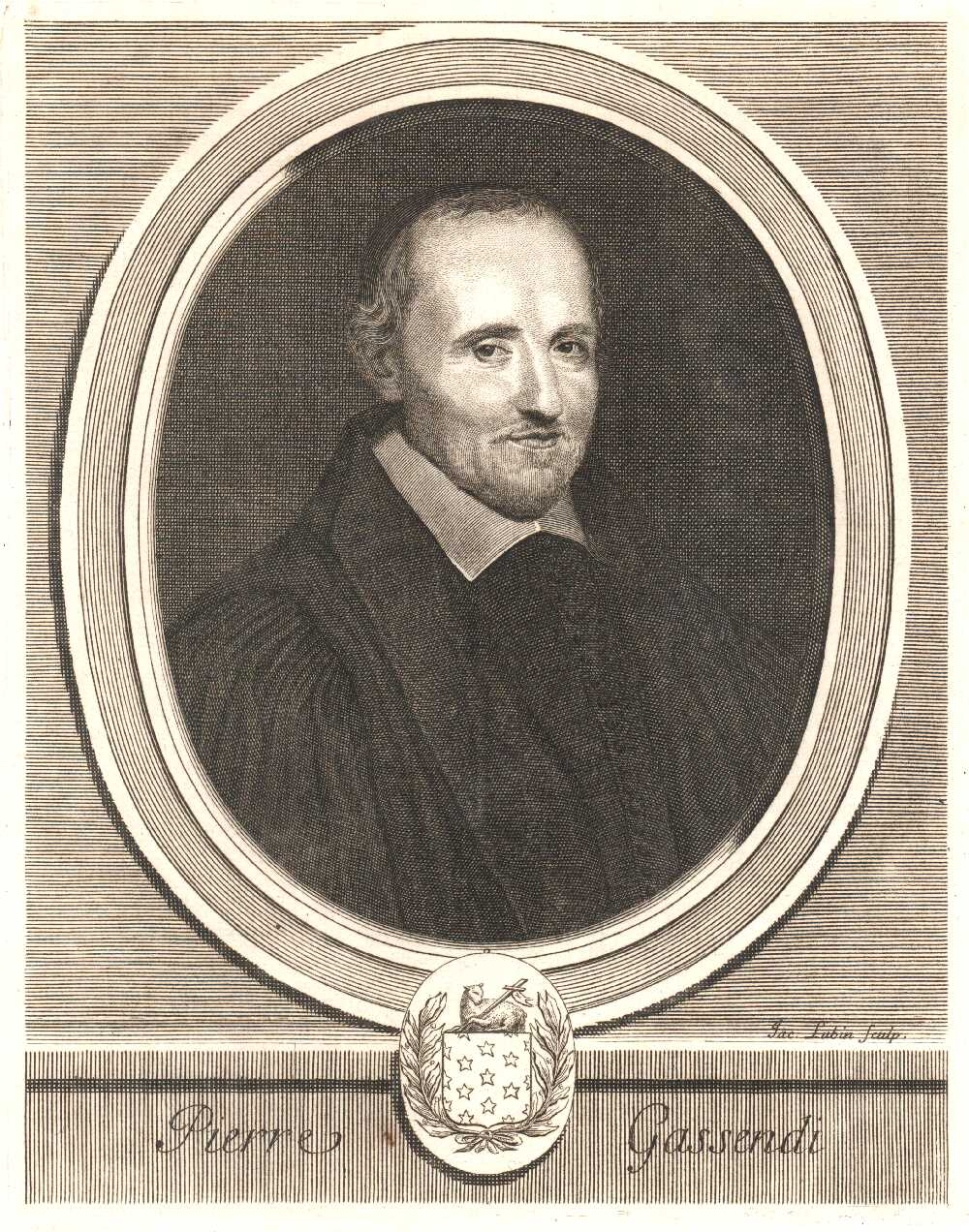
Pierre Gassendi

- 6. November: Pierre Gassendi beobachtet als erster Mensch einen Merkurdurchgang.
- 7. Dezember: Erster vorausberechneter Venusdurchgang (Johannes Kepler). Da der Venusdurchgang zu einer Zeit stattfindet als die Sonne in Mitteleuropa unter dem Horizont steht, sind keine Berichte von Beobachtungen überliefert.
- Der englische Seefahrer Thomas James begibt sich auf die Suche nach der Nordwestpassage. Die Reise dauert bis 1633. Er erforscht zuerst die Hudson Bay, deren südlicher Teil heute James Bay heißt.

### Kultur
Nach dem Tod von Mumtaz Mahal, der Lieblingsfrau von Großmogul Shah Jahan, beauftragt dieser den Bau eines Mausoleums, des Taj Mahal bei Agra.
Als die seit dem Vorjahr in Venedig wütende Pestepidemie endet, wird das Gelübde des Dogen Nicolò Contarini, der am 2. April vermutlich ebenfalls an der Pest gestorben ist, durch seinen Nachfolger Francesco Erizzo eingelöst und man lässt durch Baldassare Longhena die Kirche Santa Maria della Salute errichten.

### Gesellschaft und Religion
- 16. Juli: Mit dem Tod von Fürstbischof Philipp Adolf von Ehrenberg finden die Hexenprozesse in Würzburg, die dieser exzessiv hat durchführen lassen, ein vorläufiges Ende. Zu seinem Nachfolger als Fürstbischof von Würzburg wird am 7. August der Domkapitular Franz von Hatzfeld gewählt, der aber bald vor den anrückenden Schweden nach Köln fliehen muss.

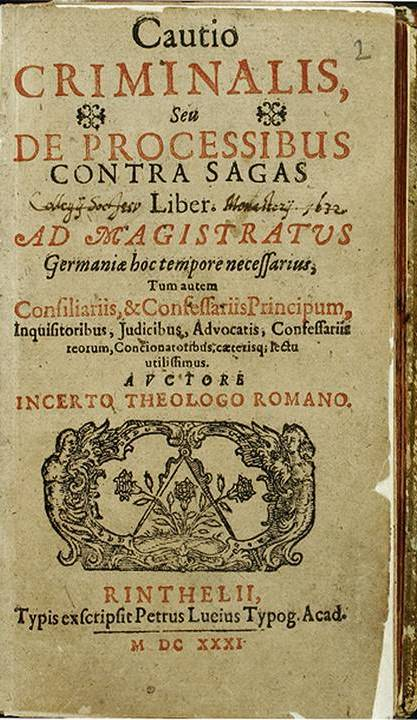
Cautio Criminalis, Rinteln 1631, von einem unbekannten römischen Theologen

- In der Universitätsdruckerei von Petrus Lucius in Rinteln an der Weser erscheint das Werk Cautio criminalis seu de processibus contra Sagas Liber (Cautio criminalis oder rechtliches Bedenken wegen der Hexenprozesse). Mit dem vorläufig anonym veröffentlichten Werk tritt der katholische Dichter und Jesuit Friedrich Spee der Praxis der Hexenprozesse entgegen und trägt damit entscheidend zum Ende des Hexenwahns in Deutschland bei.

### Katastrophen

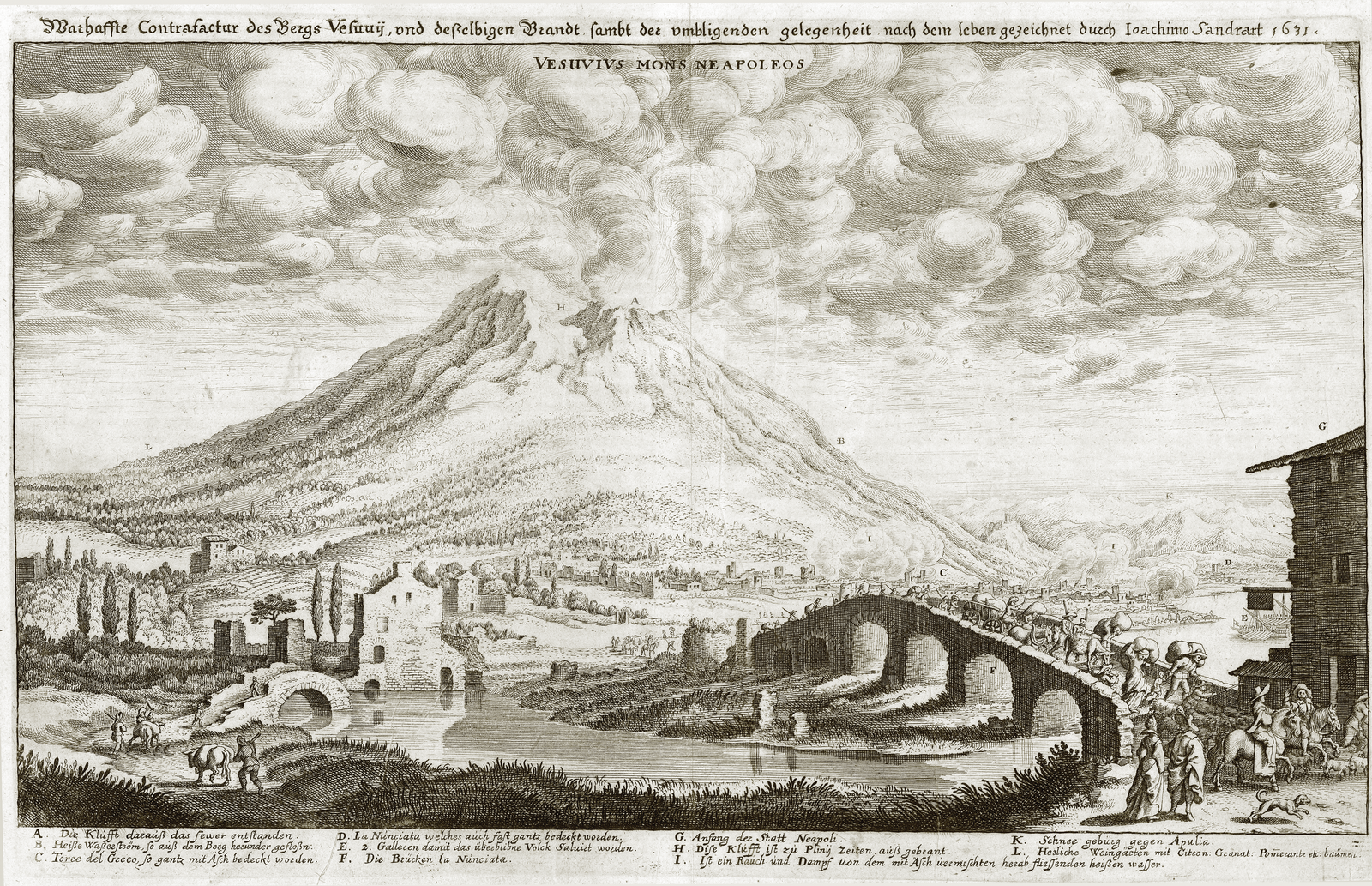
Der Ausbruch 1631

Am 16. Dezember bricht der Vesuv aus. Am Morgen des folgenden Tages wird der Gipfel des Vulkans weggesprengt. Der von starken Erdbeben und Flutwellen begleitete Ausbruch dauert bis zum 18. Dezember an und setzt sich mit kleineren Erdstößen und Ascheauswürfen bis Anfang 1632 fort. Lava, Aschefall und Schlammströme richten Schäden in Torre Annunziata, Torre del Greco, Pugliano, Portici und weiteren Orten der Umgebung an, eine Ascheschicht von 30 cm bedeckt Neapel. Der vulkanische Staub wird noch in Istanbul registriert. Obwohl 40.000 Menschen schutzsuchend nach Neapel flüchten, bringt die Eruption 4.000 Menschen und 6.000 Haustieren den Tod.
Zahlreiche Pestepidemien wüten in Europa. In Venedig fällt ein Drittel der Bevölkerung in den Jahren 1630–31 der Pest zum Opfer.

## Historische Karten und Ansichten

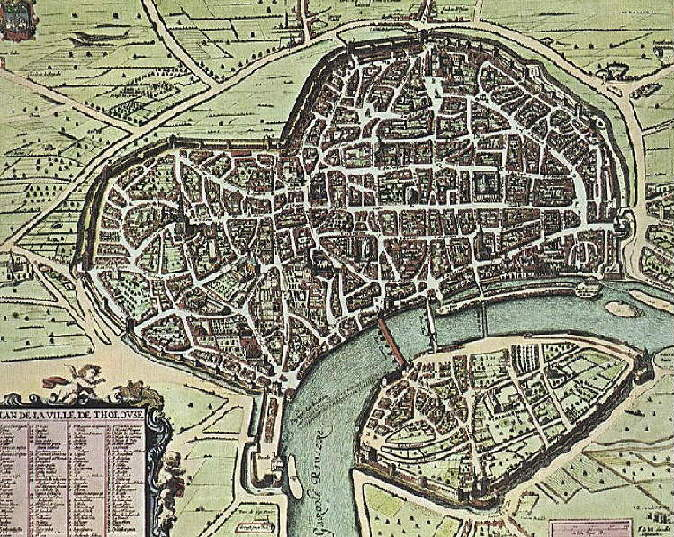
Toulouse 1631

## Geboren

### Geburtsdatum gesichert
- 10. Februar: Luise von Anhalt-Dessau, Herzogin von Liegnitz, Brieg, Wohlau und Ohlau († 1680)
- 16. März: Johann Adolf von Fürstenberg, deutscher katholischer Geistlicher und Diplomat († 1704)
- 21. April: François d’Aubusson de La Feuillade, Marschall von Frankreich († 1691)
- 05. August: Adam Adamandy Kochański, polnischer Mathematiker († 1700)
- 10. August: Erich Mauritius, deutscher Rechtswissenschaftler († 1691)
- 18. August: Kanō Einō, japanischer Maler († 1697)
- 19. August: John Dryden, englischer Dichter, Literaturkritiker und Dramatiker († 1700)
- 29. September: Johann Heinrich Roos, deutscher Maler († 1685)
- 30. September: William Stoughton, englischer Richter und Gouverneur der Province of Massachusetts Bay († 1701)
- 03. Oktober: Sebastian Anton Scherer, deutscher Organist am Ulmer Münster und deutscher Komponist († 1712)
- 06. Oktober: Emanuel, Fürst von Anhalt-Köthen († 1670)
- 18. Oktober: Michael Wigglesworth, neuenglischer Theologe, Prediger und Dichter († 1705)
- 04. November: Maria Henrietta Stuart, Prinzessin von Oranien und Gräfin von Nassau († 1660)
- 17. November: Marco d’Aviano, italienischer Kapuziner, Berater Leopolds I. und päpstlicher Legat († 1699)
- 17. November: Ludwig Gebhard von Hoym, königlich-polnischer und kursächsischer Geheimer Rat († 1711)
- 04. Dezember: Antonio Petrini, fränkischer Baumeister italienischer Abstammung († 1701)
- 06. Dezember: Antonio Zanchi, italienischer Maler († 1722)
- 10. Dezember: Francesco Lana Terzi, italienischer katholischer Priester und Erfinder († 1687)
- 24. Dezember: Bernhard Gustav von Baden-Durlach, Kardinal und Fürstabt von Fulda und Kempten († 1677)

### Genaues Geburtsdatum unbekannt
- Nicolas Antoine Le Bègue, französischer Organist, Cembalist und Komponist († 1702)
- Maria Franziska von Eptingen, Äbtissin im Stift Olsberg († 1707)
- Cornelis Pietersz. Bega, niederländischer Maler († 1664), Geburtsjahr möglicherweise auch 1632

## Gestorben

### Januar bis Juli
- 03. Januar: Michelangelo Galilei, italienischer Komponist und Lautenist des Frühbarock (* 1575)
- 03. Januar: Johanna von Pernstein, böhmische Adlige und Herzogin von Villahermosa (* 1566)
- 20. Januar: Jakob Matham, niederländischer Kupferstecher (* 1571)
- 04. März: Bénédict Turrettini, Schweizer Theologe (* 1588)
- 25. März: Jakob Varmeier, deutscher Mathematiker, Astronom, Jurist und Attentäter
- 28. März: Juan van der Hamen y León, spanischer Barockmaler (* 1596)
- 31. März: John Donne, englischer Dichter (* 1572)
- 02. April: Nicolò Contarini, 97. Doge von Venedig (* 1553)
- 03. April: Philipp Dulichius, deutscher Komponist (* 1562)
- 11. April: Jeremias Sutel, deutscher Bildhauer (* um 1587)
- 23. April: Francesco Maria II. della Rovere, Herzog von Urbino (* 1549)
- 30. April: Louise-Marguerite de Lorraine-Guise, Fürstin von Conti (* 1588)
- 30. April: Wolfgang II. zu Castell-Remlingen, Herrscher der Grafschaft Castell (* 1558)
- 07. Mai: Giovanni Tiepolo, Patriarch von Venedig (* 1570)
- 20. Mai: Dietrich von Falkenberg, schwedischer Oberst und Militärkommandant von Magdeburg (* 1580)

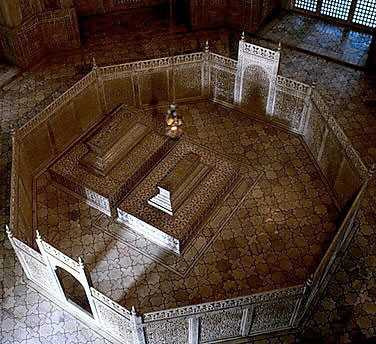
Grab von Mumtaz Mahal im Taj Mahal

- 17. Juni: Mumtaz Mahal (Arjumand Bano Begum), Ehefrau des Großmoguls Shah Jahan, der für sie als Grabmal den Taj Mahal baute (* 1593)
- 21. Juni: John Smith, englischer Söldner und Abenteurer (* 1580)
- 10. Juli: Constanze, Erzherzogin von Österreich, Königin von Polen und Großfürstin von Litauen (* 1588)
- 16. Juli: Philipp Adolf von Ehrenberg, Fürstbischof von Würzburg, Gegenreformator und Hexenverfolger (* 1583)
- 26. Juli: Vratislav Eusebius von Pernstein, böhmisch-mährischer Adliger und Militärführer (* 1594)
- 27. Juli: Gebhard Johann I. von Alvensleben, deutscher Gutsherr, Astronom und Astrologe (* 1576)
- 28. Juli: Guillén de Castro, spanischer Dramatiker (* 1569)

### August bis Dezember
- 14. August: Henneke von Essen, Bürgermeister von Arnsberg und Opfer der Hexenverfolgung (* 1561)
- 18. August: Hans Bernd von Botzheim, Hofbeamter und Mitglied der fruchtbringenden Gesellschaft
- 30. August: Carlo II. Gonzaga, Herzog von Mayenne und d’Aiguillon, Marquis de Villars, Comte du Maine und Comte de Tende (* 1609)
- 15. September: Gottlieb Aenetius, deutscher Physiker (* 1574)
- 19. September: Adolf von Schleswig-Holstein-Gottorf, deutscher Adeliger und Abenteurer (* 1600)
- 21. September: Joachim Zollikofer, Bürgermeister von St. Gallen (* 1547)
- 22. September: Federico Borromeo, Erzbischof von Mailand und Kardinal der römisch-katholischen Kirche (* 1564)
- 22. September: Heinrich Compenius der Jüngere, deutscher Orgelbauer (* um 1565)
- 03. Oktober: Sophie von Mecklenburg, Königin von Dänemark (* 1557)
- 07. Oktober: François d’Orléans-Longueville, Herzog von Fronsac (* wohl 1570)
- 16. Oktober: Georg Gloger, deutscher Dichter (* 1603)
- 20. Oktober: Michael Maestlin, deutscher Mathematiker und Astronom (* 1550)
- 26. Oktober: Catherine de Parthenay, französische Mathematikerin (* 1554)
- 01. November: Maria Magdalena von Österreich, Großherzogin und Regentin der Toskana (* 1587)
- 05. November: Johann Liss, deutscher Maler (* 1597)
- 30. November: Jacob de Bondt, niederländischer Mediziner (* 1592)
- 05. Dezember: Johann Bacmeister der Ältere, deutscher Mediziner (* 1563)
- 05. Dezember: Tommaso Caracciolo, italienischer Truppenführer (* 1572)
- 09. Dezember: Liborius Wagner, katholischer Priester; wurde 1974 seliggesprochen (* 1593)
- 12. Dezember: Johannes Hartmann, deutscher Universalgelehrter (* 1568)
- 16. Dezember: Johann Günther II., Graf von Schwarzburg-Sondershausen (* 1577)
- 18. Dezember: Pietro Durazzo, Doge der Republik Genua (* 1560)
- 23. Dezember: Michael Drayton, englischer Dichter (* 1563)
- 25. Dezember: Johann Avenarius II., deutscher Rechtswissenschaftler